# ژان-لوک گدار
ژان-لوک گُدار (به فرانسوی: Jean-Luc Godard) (۳ دسامبر ۱۹۳۰ – ۱۳ سپتامبر ۲۰۲۲) کارگردان، فیلمنامه‌نویس و منتقد و نظریه‌پرداز سینماییِ فرانسوی_سوئیسی و یکی از پیشگامان جنبشِ سینمایی موج نوی فرانسه بود. بعضی متخصّصان او را تأثیرگذارترین فیلم‌ساز فرانسویِ دوران پساجنگ به‌شمار آورده‌اند که با شیوهٔ خود در روایت، تدوین، صداگذاری و فیلم‌برداری، فرم فیلم متحرک را متحول‌کرد. وی مؤلف کامل فیلم‌های خود بود، اغلب در حال کارگردانی، مشغول فیلمنامه‌نویسی و دیالوگ‌نویسی بوده و در تدوین فیلم‌هایش نیز نظارت داشت. او گاهی به عنوان کارگردان ظاهر می‌شد، گاهی در نقشی کوچک، گاهی نه به عنوان بازیگر، بلکه به عنوان یک سوژه مداخله‌گر.
گدار در اوایل کار به عنوان منتقد فیلم در نشریهٔ کایه دو سینما می‌نوشت. در نقدهایش از جریانِ اصلیِ سینمای فرانسه _ که به قراردادها و کلیشه‌های پذیرفته شدهٔ فیلمسازی بیش از نوآوری و تجربه بها می‌داد _  انتقاد می‌کرد. چندی بعد، او و منتقدان هم‌فکر او شروع به ساخت فیلم‌های خودشان کردند و علاوه بر سینمای فرانسه، قراردادهای سنتی هالیوود را نیز به چالش کشیدند. گدار برای نخستین بار برای فیلم بلند ازنفس‌افتاده مورد تحسین جهانی قرارگرفت. این فیلم توانست به استقرار موج نوی فرانسه کمک کند.
کارهای گدار مکرراً به تاریخ سینما ارجاع و به فیلم‌های پیشتر از خود ادای احترام می‌کنند. این فیلم‌ها اغلب نظرات سیاسی او را بیان می‌کند؛ نظریاتی که ملهم از اگزیستانسیالیسم و فلسفه مارکس است که او به آنها علاقه داشت.  از زمان سینمای موج نو به بعد عقاید سیاسی او چندان افراطی نبوده‌است، و فیلم‌های اخیرش در مورد بازنمایی و تعارض انسانی از دیدگاه یک اومانیست و مارکسیست است.
گدار در ۱۳ سپتامبرِ ۲۰۲۲ در خانهٔ خود در رولِ سوئیس با خودکشیِ کمکی درگذشت.
گدار در اواخرِ عمر در فیلمِ مستندی با ابراهیم گلستان ظاهر شد.

## زندگی و کارنامه
ژان-لوک گدار در سوم دسامبر سال ۱۹۳۰ در خانواده سوئیسی ثروتمند و فرهیخته‌ای در پاریس زاده شد. در کودکی به تنها بودن علاقه داشت. پدرش ژان-لوک گدار پزشک فرانسوی بود که شهروندی سوئیس را پذیرفته بود و مادرش ادیل مونود (Odile Monod) دختر یک بانکدار فرانسوی بسیار ثروتمند بود. هنگام آغاز جنگ دوم جهانی پدر و مادرش او را به سوئیس فرستادند.
گدار پدرش را منشأ دلبستگی او به رمانتیسیسم آلمانی و مادرش را منبع علاقه او به داستان می‌داند. گدار روزگار کودکی خویش را به مطالعه، فوتبال و سفر به زمین‌های خانوادگیش در هر دو سوی فرانسوی و سوئیسی دریاچه ژنو گذراند.
گدار در پایان دهه ۱۹۴۰ به پاریس بازگشت و از دانشگاه سوربن مدرک مردم‌شناسی را دریافت کرد. اما در شورش با خانواده پروتستان خویش به سینما روی آورد و به گروهی از دوستان هم‌فکر جوان، چون کلود شابرول، فرانسوا تروفو، اریک رومر و ژاک ریوت پیوست که بر این انگیزه بودند تا قابلیت‌های نهفته سینما را به کاوش آورند. پدر و مادر گدار دلبستگی او را به سینما نمی‌پسندیدند و بر این باور بودند که او همچون نوجوانی نازپرورده رفتار می‌کند. از این رو در ۱۹۵۲ به امید آنکه به او رفتار درست را بیاموزند از کمکِ پولی به او دریغ نمودند. گروه دوستان گدار ماه‌نامه سینمایی به نام لا گازت دو سینما (La Gazette du Cinema) را آفریدند که به مدت پنج ماه از مه تا نوامبر ۱۹۵۰ منتشرشد.
گدار دوبار ازدواج کرده‌است که هر دو همسر او بازیگر بودند. آنا کارینا و آنه ویازمسکی همسران او هستند که در فیلم‌های متعددی از گدار حضور داشتند. همکاری او با کارینا که شامل آثار تحسین‌شده‌ای همچون گذران زندگی (۱۹۶۲)، دسته جدافتاده‌ها (۱۹۶۴) و پی‌یرو خله (۱۹۶۵) است را نشریه فیلم‌میکر یکی از تاثیرگذارترین همکاریهای تاریخ سینما خوانده‌است.

### نویسندگی در گاهنامهٔکایه دو سینما
زندگی در پاریس در سال‌های پس از جنگ برای جوانان روشنفکر جذابیت بسیار داشت. اگزیستانسیالیسم ژان پل سارتر و آلبر کامو در فراز بود و فرانسوی‌ها که در دوران استیلای نازی‌های آلمانی دسترسی به سینمای هالیوود نداشتند به سینما ارج بسیار می‌گذاشتند. به گفته خود گدار:
«ما به سینما همچون غارنشینان به کاخ لوئی چهاردهم یورش بردیم».
گدار و دوستانش پس از بسته شدن ماهنامه شان به گاهنامه کایه دو سینما Cahiers du cinéma پیوستند که آفریده «ژاک دونیل-والکروز»، «لو دوچاً» و «لئونید کیگل» در ۱۹۵۱ بود. این نویسندگان نوپا سینما، کارگردانانی چون آلفرد هیچکاک و هوارد هاوکز را نقد کرده و ویژگی‌های آثار آنان را شناسایی می‌نمودند. گدار در این گاهنامه گاه با نام خود می‌نوشت و گاه با نام مستعار هانس لوکاس. نقدهای نخستین گدار ارزش چندانی نداشتند. به نوشته جفری نوئل اسمیت با خواندن آنها نمی‌شد دریافت که فیلم در چه باره است. هرچند نگرش او همواره روشنی بخش بود. به نوشته کریس پتیت:
نقدهای گدار، آمیزه‌ای از هیجان، زخم‌زبان، چاپلوسی و شهرت‌طلبی خودنمایانه بود که سینما را دستخوش مرگ و زندگی می‌پنداشت

هرچند از دید گدار:
«هنگامی که ما چندین فیلم را دیدیم، سرانجام از دهشت نوشتن آسوده می‌شویم و دیگر زیر بار اندیشه به نویسندگان بزرگ احساس حقارت نمی‌کنیم.»
دوران نویسندگی گدار چندان دیرپا نبود. او که نمی‌توانست با نوشتن برای زندگی خویش روزی فراهم کند، ناچار به دزدی روی آورد. در آغاز از همبستگان خویش و سپس از دوستان خانواده‌اش و اندکی بعد از دفتر مجله کایه دو سینما دزدید. مادرش به چاره‌جویی کاری در تلویزیون سوئیس برای او پیدا کرد. اما او به کارفرمایش هم دستبرد زد و این بار گرفتار قانون گردید تا که پدرش با پرداخت تاوان، او را از زندان رهایی داد و به آسایشگاه روانی فرستاد.
گدار از آن پس خانواده خویش را برای همیشه ترک‌کرد. پاریس را ترک کرد و به کارگری در ساختن سدی در سوئیس روی آورد که بعدها از آن فیلمی مستند ساخت. در ۱۹۵۶ هنگامی که دوباره به پاریس بازگشت، کایه دو سینما دگرگون شده و دیگر آن گاهنامهٔ پیشین نبود. اگرچه هنوز بازن و ولاکروز سردبیر بودند ولی نویسندگان جوانی چون فرانسوا تروفو نگرش آن را جهت می‌دادند. روند بارز سینما به گمان آنان «بینش نویسندگانی» Politique des autheurs بود چون رنوار، روسلینی، میزوگوچی، لانگ، ری، پرمینجر، هیچکاک و هاوکز.

### فیلم‌های آغازین در دههٔ ۱۹۵۰
در دهه ۱۹۵۰ گدار چندین فیلم کوتاه داستانی را با یاری دوستانش در گاهنامه کایه دو ساخت. از دید او این فیلم‌ها مانند شاگردی بودند که برای رسیدن به استادی و ساختن فیلم‌های بلند راهی دراز دارد.
او در مقاله‌ای در کایه ۱۹۵۸ نوشته بود؛ فیلم کوتاه یک ژانر مستقل نیست بلکه تنها یک فیلم داستانی کوتاه است. از جمله فیلم‌های این گروه؛ فیلم بیست دقیقه‌ای مستند کارگاه بتونی (Opération Béton) در سال ۱۹۵۴ و زنی لوند Une Femme Coquette بر پایه داستانی از گی دوموپاسان است که گدار آن را با نام مستعار هانس لوکاس در ۱۹۵۶ کارگردانی کرده و داستان زن جوانی‌ست که در نامه‌ای برای دوستش آشکار می‌کند که چگونه شوهر خود را به تور زده.
و به‌ویژه فیلم شارلوت و ورونیک یا همه پسرها پاتریک نام دارند که بر پایه داستانی از اریک رومر دربارهٔ دو دختر دانشجوی هم اتاقی در پاریس است. در بعد از ظهری شارلوت که در باغ‌های لوکزامبورگ چشم‌به‌راه دوستش ورونیک است، با پسر جوان جذاب و خوش‌برخوردی به نام پاتریک آشنا می‌شود و به رفتار عاشقانه او دل می‌بازد. پس از آنکه شارلوت می‌رود پاتریک جذابیت دل‌فریبانه خود را روی ورونیک که تازه پیدایش شده، نیز آزمایش می‌کند. هنگامی که دو دختر آن شب به همدیگر می‌رسند هر دو می‌خواهند از دوست پسر تازه خود پاتریک به هم بگویند، بی آن که بدانند پاتریک هردوشان یکی است.
گدار در ۱۹۵۸ با فیلم سیاه و سپید سیزده دقیقه‌ای خود شارلوت و دوست پسرش ژول Charlotte et son jules نشان داد که برای ساختن فیلم بلند آماده است. این فیلم بسیار خوش ساخت، داستان بازگشت شارلوت (با بازی آن کولت) به پاریس برای دیدن دوست پسر خودپسند و خودخواه‌اش ژان (با بازی ژان پل بلموندو) را بازگو می‌کند. شارلوت به خوش‌خویی با بهانه‌جویی و غرغر کردن ژان رو به رو می‌شود و سرانجام آنچه را که شایسته اوست در کف دستش می‌گذارد. اینک شارلوت دوست پسر دیگری دارد.
نخستین فیلم بلند داستانی گدار، از نفس افتاده در ۱۹۵۹ بر پایه داستانی از تروفو بود که کار اصلی پرداخت داستانی آن را کارگردان بزرگ ژان پیر ملویل برعهده داشت. این فیلم با بودجه‌ای ناچیز و با یاری کلود شابرول راهنمای هنری فیلم به پیروزی یک شبه دست یافت. چرا که فیلمی بود بر پایه نودی ناگهانی و نیرومند و فیلمی بس پالا و راه‌گشا که یکی از بنیان‌های موج نوی la nouvelle vague سینمای فرانسه شناخته‌شد.
گدار در این فیلم همهٔ هنرهای پذیرفته شدهٔ سینمایی را به کنار گذاشته بود؛ و به ویژه این پیش‌داوری را که سینما رسانه‌ای‌ست که می‌باید از شده‌های راستین نمایشی در پسند و همانند نشان دهد را زیر پا نهاده بود. چنین می‌نمود که او به قماری پا نهاده که حاصلی جز باخت در پی آن نیست. اما از نفس افتاده فیلمی موفق شد؛ و این آغاز جنبشی شد که در پادش با نهادهای کیفیت فرانسوی la Qualité française می‌کوشید تا سینمایی تازه را شناسایی دهد که ویژگی آن به کار بردن از هنرهای شگرف سینمایی، و فیلم‌برداری دوربین-به-دست با کنار گذاشتن سه‌پایه و سود جویی از روشنایی روز به جای نور مصنوعی بود.

### فرزند هراسناک موج نو و فیلم‌های دههٔ ۱۹۶۰

#### ستیزه گری‌های گدار
گدار را فرزند هراسناک سینمای موج نو l’ enfant terrible de la Nouvelle Vague خوانده‌اند چرا که در دهه ۱۹۶۰ با تلاش جنجال گونه ای می‌خواست با نهادهای خشک و پژمرده سیاسی و اجتماعی بستیزد. او بود که از پیشگامان کنفدراسیون همگانی کارگری les techniciens de la Confédération générale du travail (CGT) خواست در سخنرانی تلویزیونی ژنرال دوگل خرابکاری کنند؛ و همو بود که وقتی آندره مالرو به فرمانبرداری از گلیست‌ها می‌خواست هنری لانگلوا از پایه‌گذاران سینما تک فرانسه Cinémathèque Française را از مدیریت آن بنیاد برکنار کند. رهبری اعتراضی چشمگیر را بر دوش گرفت و آوا در داد که کشورش اندیشه «فرانسهٔ آزاد» را به دور ریخته‌است؛ و همو بود که به یاری تنی چند در ماه مه ۱۹۶۸ جشنواره کان را به هم زد؛ و همو بود که در درگیری‌های کارگری کارخانه "رودیاستاً la Rhodiaceta دوربین فیلمبرداری را بسان سلاح به‌کار گرفت و باز همو بود که به گویندهٔ تلویزیونی گفت که مثل اینکه رویدادها را نگاه نمی‌کند و سپس به او پشت کرد.
در این دوران بود که سینمای گدار تا بدان جا تعالی یافت که امروز تاریخ سینما را به دو دورهٔ پیش از گدار و پس از گدار تقسیم می‌کنند و این اعتلا از هوشیاری و گستاخی او در زیر پا نهادن پذیرفته‌های ثابت و باور او به ارزش‌های راستین مردمی، مایه و نیرو می‌گرفت. بینش او را از گفته‌هایش می‌توان دریافت.

به گفته او:
«هر فیلم می‌بایست که آغازی و میانی و پایانی داشته باشد اما نه به همین ترتیب» 
و می‌گفت:
«این انگاره ای راست نیست اما براستی انگاره ای ست» یا «فرهنگ داد است و هنر بیداد» و باز «سینما یادمان است و تلویزیون فراموشی».
در فیلم‌های او از دنباله‌هایی پشت سر هم از چشم‌اندازهایی ناپیوسته اند و پس از آن، چشم‌اندازی بسیار بلند از نماهایی تک در بردارهایی دراز می‌آید که با همه درازیشان زمان کافی و بسنده برای چارهٔ ناپیوندی‌های زن و مرد فیلم فراهم نمی‌آورد. گدار دریافته بود که فیلم نباید وانمود کند که حقیقت دارد.

به گفته او:
«مهم این است که هر کس آگاه باشد که هست. در سه چهارم از درازای هر روز این حقیقت فراموش‌می‌شود. اما ناگاه نمایان می‌شود هنگامیکه به خانه‌ها نگاه می‌کنید یا به [چراغ قرمز] و در آن دم درمی یابید که هستید»

#### فیلم‌های دهه ۱۹۶۰
دهه ۱۹۶۰ پربارترین دوره زندگی گدار بود و او در این دهه هر سال به‌طور میانگین دو فیلم ساخت. بسیاری از این فیلم‌ها آثاری بس با ارزش بودند که در گذر زمان اهمیتشان آشکارتر شده و می‌شود.

##### فیلم‌های ۱۹۶۵–۱۹۶۰

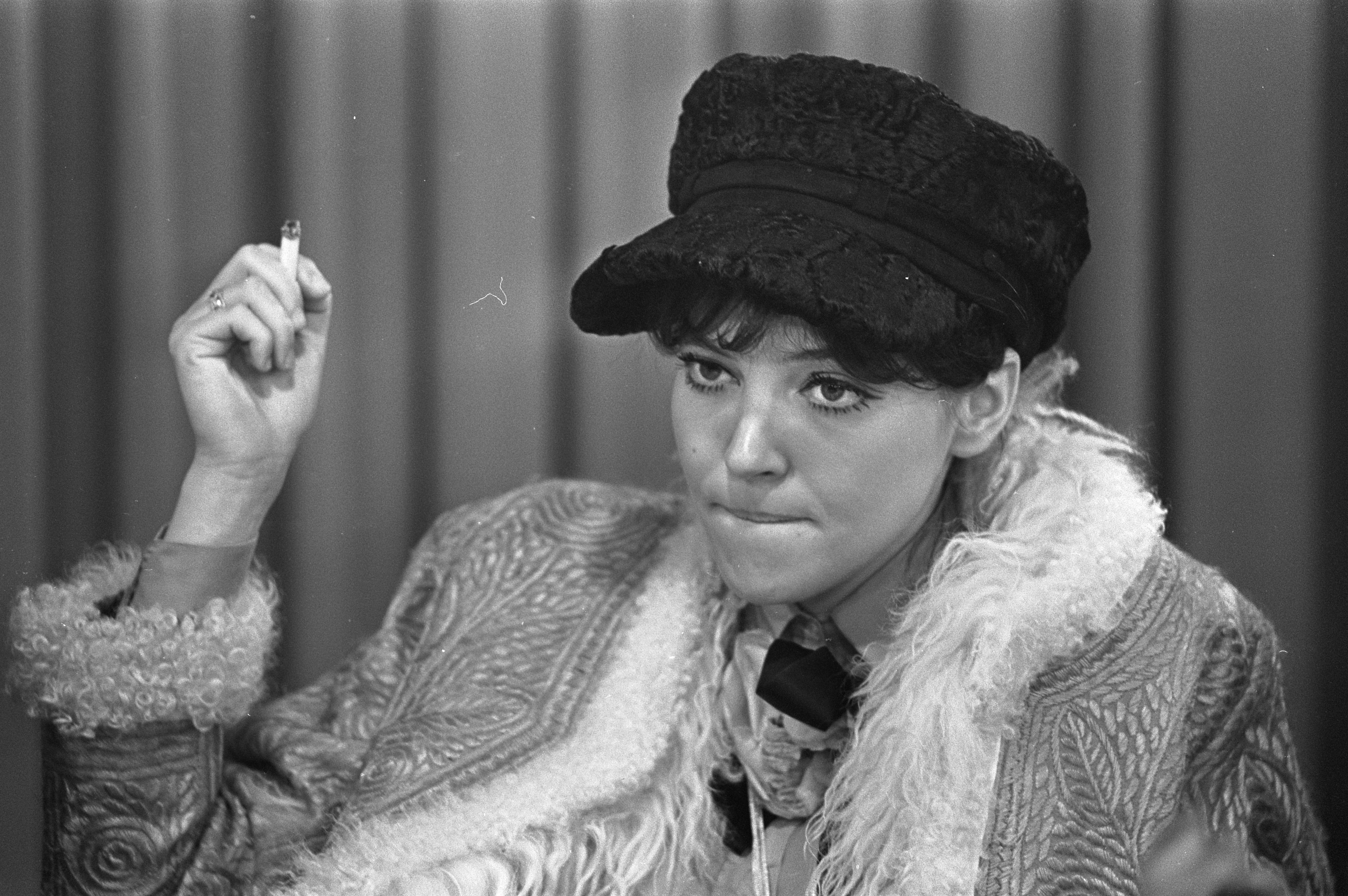
آنا کارینا، که بازیگری در نقشی را در فیلم ازنفس‌افتاده رد می‌کند. در فیلم بعدی گدار سرباز کوچک، که راجع به جنگ فرانسه در الجزایر است حضور پیدا می‌کند.

«سرباز کوچک» Le Petit Soldat دومین فیلم گدار بود که در آوریل و مه ۱۹۶۰ ساخته شد؛ ولی مقامات فرانسه بی درنگ آن را از نمایش بازداشتند و تنها سه سال بعد در ۱۹۶۳ پروانه نمایش به آن دادند. داستان فیلم دربارهٔ جنگ‌های آزادی‌بخش الجزایر است و در سوئیس رخ می‌دهد. ضد قهرمان داستان برونو فورستیر (با بازی میشل سو بور) جاسوس فرانسه است که دستورهای گارش‌های خود را به کیفر فرار از ارتش بایست به انجام برساند. او می‌باید رهبر عرب یک گروه چپ‌گرای زیرزمینی را بکشد اما او با بیزاری از سنگدلی خونسردانهٔ این گارش از فرمان سرپیچی می‌کند. هنگامیکه هر دو گروه فرانسوی‌ها و عرب‌ها برای کشتن او نزدیک شده‌اند برونو چاره ای جز گریز به آمریکای جنوبی ندارد. اما ناگهان با ورونیکا (با بازی آنا کارینا) زنی رازآلود رو به رو می‌شود. سرباز کوچک فیلمی ارزنده و زیباست که بسیاری از ارته‌های گدار را در پیوند میان شهر ژنو و فضای ترس آلود داستان به همراه آهنگ پیانوی خشن موریس لاروکس Maurice Laroux دربردارد.
این فیلم نخستین همکاری میان گدار و آنا کارینا بود که به زناشویی آن دو انجامید.
فیلم «زن زن است» Une Femme est une femme در ۱۹۶۱، فیلمی آهنگین و نئورئال که نشان از خرده‌گیری کنایه آمیزی از فیلم‌های آهنگین آمریکایی داشت. داستان فیلم داستان آنجلا (با بازی آنا کارینا) دختر رقاصه ای است که می‌خواهد از دلدار خود امیل (با بازی ژان-کلود بریالی) بچه دار شود ولی امیل از پدر شدن ابا دارد و آنجلا در انتخاب امیل یا بهترین دوستش آلفرد (با بازی ژان-پل بلموندو) سرگردان ست. گدار هوشیارانه شوخنودی خویش را به کار می‌گیرد تا باورهای سینمایی خود را بی پرده آشکار نماید.
گدار در ۱۹۶۲ افزون بر ساختن بخش تن‌آسانی La Paresse از فیلم هفت گناه بزرگ Les Sept Péchés capitaux فیلم گذران زندگی Vivre sa vie را نیز کارگردانی نمود.
فیلم «گذران زندگی» ساخته ۱۹۶۲ با گفته‌ای از مونتنی آغاز می‌شود: خود را به دیگران قرض بده اما به خودت ببخش. فیلم داستان نانا روسپیی است (با بازی آنا کارینا) که در آزمونی برشتی از چندین منظر سیاسی، هنری، دینی، اجتماعی و شاعرانه بررسی می‌شود. او زنی شایسته و پاکدامن است که از بی نوایی به روسپی گری روی آورده. فیلم با یاری از انگاره‌های امپرسیونیستی و پردهٔ دگا از زنی نشسته در کافه و گرفتار داروی گمان آور ابسینث L'Absinthe نودها و هنجارهای روزگار را باز می‌کاود. بازی شگرف گدار با آهنگ‌ها و آواهای فیلم که گاه ناهماهنگ و ناپیوسته با زمینه نماها و گاه بس پیوسته و هماهنگ با آنهایند از شگفتی‌های این فیلم است.
این فیلم مشهور از پیچیده‌ترین و موفق‌ترین فیلم‌های نخستین گدار شناخته می‌شود و نماد بارز ستیزه‌جویی او با سینمای متعهد است. در این فیلم «شیوهٔ گدار» “Godard’s style ” با اندازهایی درآوردی improvised shots و شناسازی دنباله ای از بخش‌های ناپیوسته به هم به آشکاری آمد. بسیاری از منتقدان فیلم گذران زندگی را دروازه ای گشوده از هنر مدرن به سوی پسامدرن می‌دانند.
به نوشته کریدل در ۱۹۸۰؛ هنوز هیچ‌کس در سینما فیلمی مدرن تر از آن نساخته‌است" و به نوشتهٔ ریچارد رود در میان همه کارگردانان فرانسوی این گدارست که برای پافشاری و باورش به شدگی (reality) متمایز می‌شود.
گدار به ناچار از ارتهٔ درآوردن Improvisation به آوند چاره ای برای پشت کردن به شده گرایی سینمایی cinematic realism بهره می‌گیرد تا به شدگی وفادار ماند؛ و از این روست که او از ارته‌های ناآشنا برای نمایاندن شدگی یاری می‌جوید. گدار دربارهٔ فیلم «گذران زندگی» گفته‌است شده گرایی (realism) هیچگاه به درستی شدگی (reality) نمی‌تواند باشد، شدگی سینما به ناچار ساختگی ست… من در این فیلم نمی‌خواستم جلوه‌هایی برازنده elegant effects داشته باشم، من هیچ جلوه ویژه ای را جستجو نمی‌کردم. این فیلم از چندین بسته درست شده. شما تنها این بسته‌ها را می‌گیرید و کنار همدیگر می‌چینید. مهم این است که در نخستین تلاش بسته‌های درست را برگزینید. به بهترین بیان من تمایل داشتم آنچه را که در فیلم می‌خواستم در همان دم آغاز بدون نیاز به تکرار بیابم. اگر تکرار نیاز می‌شد کار من نادرست بود. در دم یابی همان بخت آزمایی است و همچنین آن برابر با گونگی فرجامین فیلم است؛ و من می‌خواستم این بود که به یاری بخت به گون فرجامین دست یابم"

با فیلم «تفنگداران» Les Carabiniers ساخته ۱۹۶۳ گدار بار دیگر به ستیز با پدیده جنگ می‌پردازد. فیلم با گفته‌ای از نویسنده آرژانتینی بورخس آغاز می‌شود که می‌گوید: 
«افسانه‌های کهنه نزدیک‌ترین رسیده به راستی‌اند».
داستان فیلم معرفی دو برادر ساده دل دهاتی در روستایی دور افتاده‌است با نام‌های نشان دار از شیوهٔ گدار؛ یولیسوس و میکل آنجلو (با بازی آلبر جوروس و مارینو ماس). این دو را دو تفنگدار شاه به پا نشسته‌اند تا که به لشکر بپیوندند و امیدوار باشند که بدین سوی آنان را بهرهٔ بسیار خواهد بود از شادی باجگیری و غارت دام‌ها و دختران برهنه و شکستن بازوان کودکان؛ و دو برادر به راه می‌افتند برای چیرگی به جهان. با چشم‌اندازهای جادویی فیلمبرداری رائول گوتارد و تصاویری خبری از مرگ و سنگدلی و خونخواری دو برادر که به غارت و باجگیری و بالا زدن دامن‌های دختران و بریدن جیب‌ها دست می‌زنند اما هرچه می‌گذرد بینواتر و بیچاره‌تر می‌شوند؛ و سرانجام گدار دو برادر زخمی و ناتوان را با چمدانی پر از گنج به خانه بازمی‌گرداند؛ و غارت‌هایشان همه کنایه تلخی است از فرهنگ غربی کارت پستال‌های اوا گاردنر و برهنه‌های انگر و کارخانه‌های فولکس واگن و هرم‌های مصر. فیلم «تفنگداران» فیلمی پر ارزش از ستیزه‌جویی آشکار گدار با جنگ و آوایه‌ای خشمگین و طنزآمیز است علیه سرمایه‌داری.
تحقیر Le Mépris ساختهٔ سال ۱۹۶۳ نخستین فیلم پرخرج گدار بود که کارلو پونتی در آن سرمایه گذاشته و هنرپیشگانی چون بریژیت باردو، میشل پیکولی و جک پالانس در آن بازی داشتند. تحقیر از همین رو از سبک ناآشنا و بحث‌برانگیز گدار کمتر مایه دارد. هرچند گدار با تیزهوشی توانسته در چارچوب‌های مقبول سینمایی تفکرات گستاخانهٔ خود را هویدا کند.
'تحقیر بر اساس داستانی از آلبرتو موراویا به نام شبهی در نیمروز داستان کامیل (با بازی باردو) ست که از شوهر نویسنده اش پل جاوال متنفر شده و جدایی می‌خواهد. اما داستان ریشه‌های عمیق‌تری دارد. جاوال که پیشتر داستان‌های پلیسی می‌نوشته اینک به خواسته «پروکش» تهیه‌کننده فیلم (با بازی پالانس) باید داستان ادیسه هومر را بازنویسی کند. اما کارگردان فیلم فریتس لانگ (با بازی خودش) با دید «پروکش» که می‌خواهد فیلمی سودآور و چشمگیر بسازد همراه نیست و می‌خواهد با ادیسه بزرگی و شکوه راستین یونان باستان را بنماید. گدار با طنزی تند و تلخ از زدوبندهای مالی سینمای بازاری خرده می‌گیرد؛ و در لایه‌های گوناگون فیلم تفکرات خویش را در مورد ادیسه و قهرمانانش آشکار می‌کند.
در ۱۹۶۴ گدار فیلم زنی شوهردار Une Femme Mariée را ساخت که به گفته خودش «پژوهشی در زندگی زن است که در زیر فشارهای زندگی جدید به مرتبه یک شی تنزل یافته و دیگر نمی‌تواند خودش باشد.» به گفته جین کولت عنوان فیلم در نخست «زن شوهر دار» La Femme Mariée بود اما دفتر سانسور فرانسه فشار آورد که واژهٔ زن به زنی (معرفه به نکره) تغییر کند تا که برداشت فیلم به همهٔ زنان شوهر دار گسترش نیابد. عنوان زنی شوهردار به همراه عنوان فرعی بخش‌هایی از یک فیلم به پرده آمد؛ و این زیر آوند براستی ماهیت فیلم را نشان می‌دهد.
«زنی شوهردار» گردآورده ای از چهار فیلم گوناگون است. نخست فیلم‌هایی از زندگی روزمرهٔ شارلوت (با بازی ماشا مریل) زن شوهرداری که در شیفتگی خویش میان شوهر مرد سالارش و دلباختهٔ هنرمندش سرگردان است. در میانهٔ هم آغوشی با دلبرش رابرت (برنارد نوئل) در پیش از نیمروز و تن آمیزی شبانه‌اش با همسرش پیر (فیلیپ لو روی). شارلوت به رابرت پیمان داده که پیر را رها خواهد کرد و به او خواهد پیوست ولی آبستنی او اینک این برنامه را پیچیده کرده‌است. دومین فیلم هفت گفتگو به مانند گوناگون‌های سینمایی cinéma vérité است که در میانه‌های بخش نخست پیوند شده‌اند. سوم پرداخت نگاهبانهٔ گدار به آگهی‌های بازرگانی و اهمیت انگارهٔ آنان در زندگی کسگانه‌های فیلم است و به فرجام سه زیستار-بی جنبش still-lives از تن آمیزی و هم آغوشی در این فیلم آمیخته‌است.
در ۱۹۶۵ گدار فیلم آلفاویل را ساخت که فیلمی اندیشمندانه در چارچوبی آینده نگر بود. لمی کاسیون (با بازی ادی کنستانتین) کارآگاهی پنهانی است که به شهر آلفا رخنه کرده‌است. آلفا-۶۰ ابرکامپیوتری ست که بر شهر فرمانرواست.
«پیروی دیوانه» Pierrot Le Fou ساختهٔ ۱۹۶۵ شاید مقبول‌ترین و پیروزترین فیلم گدارست. «پیروی کودن» داستان فردیناند (با بازی بلموندو) را می‌گوید که از زندگی آسوده شهربازاری خویش خسته است. او با ماریان (با بازی کارینا) پرستار بچه اش که در پیشترها آمیزشی باهم داشته‌اند تصمیم به فرار می‌گیرند. این دو اندکی پس از فرارشان در ماجرایی رازگونه و تبهکارانه گرفتار می‌آیند که برادر ماریان در آن دست دارد. هنگامی که کالبدی بی‌جان در خانهٔ قبلی ماریان پیدا می‌شود، دو دلباخته به جنوب فرانسه می‌گریزند. اما ماریان از فرهنگ گرایی فردیناند، سروده پردازی و سروده سرایی او بیگانه و بی زار است و از این روی او را رها می‌کند تا به برادر تبهکارش بپیوندد. پس از کشته شدن یکی از تبهکاران یارانش به کینه جویی سراغ فردیناند می‌آیند. این فیلم پیچیده‌تر از کارهای پیشین گدارست؛ و در آن گدار اشاره‌هایی دارد به تاریخ سینما و نقاشی و گهگاه گفته‌هایی از نویسندگان. او همچنین از رنگ‌ها به ویژه رنگ‌های خام روشن بهره می‌جوید تا نود و ناک داستان را بپروراند. عنوان فیلم «پیروی دیوانه» از نام خودمانی تبه کار نامی فرانسوی امیل بویسان Emile Buisson گرفته شده‌است. دگر باره در این فیلم گدار از داشتن یک فیلمنامهٔ از پیش آماده شده سر باز می‌زند و می‌کوشد که داستان فیلم در دم فیلمبرداری با همکاری هنرپیشه‌ها و هوای داستانی آفریده شود. این ناآشنایی با داستان و پیش آمدهای پر نگران مایهٔ سرگردانی و درنگ و پریشانی نابی در بلموندو و کاریناست که گدار از آن به زیرکی بهره می‌گیرد تا هوای آشفتهٔ فیلم را بیافریند.

##### پایان فیلم، پایان سینما: فیلم‌های ۱۹۶۹–۱۹۶۶
در فیلم‌های نیمهٔ دوم دههٔ ۶۰ ارتهٔ گدار پیچیده‌تر، شیوهٔ داستان پردازیش در خودتر و لحن سیاسی او ستیزگرانه‌تر گردید.
«زنانه و مردانه» Masculin féminin در ۱۹۶۶ نخستین بررسی گدارست از نوجوانان چرخهٔ ۱۹۶۰ یا به گفتهٔ خود گدار «فرزندان کوکاکولا و مارکس». داستان فیلم از زندگی پال نوجوانی است که می‌خواهد میانای زندگی را دریابد. او با مادلن دختر جوان خواننده ای برخورد می‌کند و می‌کوشد که او را به تور زند. این دو باهم بیرون رفته و به فرجام شب را در یک بستر می‌گذرانند البته به همراه دو دوست دیگر مادلن الیزابت و کاترین. پال جوانی است انگیخته به اندیشه ای که از جنبش بر پادش با جنگ ویتنام پشتیبانی می‌کند ولی شبی از پنجره به بیرون می‌جهد یا به بیرون هل داده می‌شود. مادلن که آبستن است بسوی کارگر سیاسی دیگری می‌رود. گدار از پال به نماد اندیشوری مارکسیست و از مادلن به آوند نمایندهٔ نسل کوکاکولا بهره گرفته تا ستیزه گری‌های دههٔ ۱۹۶۰ را ریشه‌یابی کند.
«آخر هفته» Le Weekend فیلم ساخته شده در ۱۹۶۷ یکی از پرخاش‌ترین فیلم‌های گدارست. دشواری او با زشتی‌های ارزش‌های شهربازار the bourgeois values و خرده‌گیری تند او از سیستم سرمایه‌داری در
«آخر هفته» به نمایانی آشکار می‌رسد. گدار سینمای پیش از گدار را با فیلم «آخر هفته» به تمامی کنار می‌گذارد. این فیلم با انداز بلندش از هیاهو و آشفتگی دیوانه وار بزرگ راه، شلوغی بی پایان ترافیک، صدای بوق‌ها و ماشین‌های واژگون شده و شعله‌ور در آتش به یاد ماندنی ست. رولاند (جین یان) و کورین (میرل دارک) در پایان هفته رهسپارند تا به پدر و مادر کورین سر بزنند. اما هنوز اندکی نگذشته که به شلوغی آسیمهٔ ترافیک برمی‌خورند و هنگامی که سرانجام به مقصد می‌رسند در می‌یابند که پدر کورین در گذشته چون آن‌ها دیر رسیده‌اند از مرده ریگ او بی بهره مانده‌اند. رولاند مادر کورین را می‌کشد و با پول‌ها فرار می‌کنند. گدار با این فیلم به فراز داستان گوییی گداری می‌رسد، که در آن این تماشاگرست که می‌بایست با دیدن نماها و نشان‌های فیلم سر رشتهٔ داستان را در پندار خویش به هم ببافد؛ و «آخر هفته» انباشته از داستان‌های مختلف و نشان‌های روزگارست. گدار به جای نشان دادن نوشتهٔ «پایان» در فرجام فیلم آن را این چنین به پایان می‌رساند. «پایان فیلم» و سپس " پایان سینما.

### گدار و فیلم‌های پس از «پایان سینما»
از سال ۱۹۶۸ فیلم‌های گدار رنگ و آبی بس سیاسی به خود گرفته بود که در برنامه ای مارکسیستی و در زمینه ای برهان گرا ولی پرخاشگر با رده‌های شهربازار و سامانهٔ سرمایه‌داری روبرو می‌شد. پس از فیلم «آخر هفته» که در پایان آن «پایان سینما» را آوا داده بود او به کارکنان فیلمش اندرز داد که بهترست برای خویش کاری تازه بیابند؛ و او خود نخست از کار فیلم و سپس از پاریس کناره گرفت. گدار برای ده سال فیلمی برای پرده نساخت اگرچه در ساختن چندین فیلم کوتاه سیاسی همکاری داشت. فیلم‌هایی که او پس از بازگشتش به سینما در ۱۹۷۹ ساخته‌است بس ژرف‌تر و از دید ارته ای برازاتر از فیلم‌های دههٔ ۱۹۶۰ اویند. هرچند همچنین این فیلم‌ها بسیار ناپیوسته تر و از دید داستانی ناآشنا ترند به ویژه آنکه هالیوود و تلویزیون، پسند مردمان حتی با فرهنگ تر این روزگار را سبک‌تر و ساده‌تر و کم ژرفتر کرده‌است.
برخی از بازکاوان، فیلم‌های گدار را در این دوره فیلم‌های «تخته سیاه» خوانده‌اند که لحن چپ گرایانه و ستیزگر شان امروزه چیزی بیش از برگه‌های زرد و کهنه شدهٔ آشکارگرهای سیاسی روزگارهای گذشته نیستند. آن‌ها این فیلم‌ها را کوشش‌هایی سبکسرانه از دید سیاسی-اجتماعی خوانده‌اند، زیرا که به دیدشان این فیلم‌ها می‌کوشیدند تا روشنگری کنند یا تماشاگرانشان را به بپا خیزی برانگیزانند. اگرچه اینان ریخت گستاخانهٔ این فیلم‌ها و نیز ژرفای دادوری باریک بینانه شان را نتوانسته‌اند نادیده انگارند. این باریک بینی گدار، گاه بر پایهٔ دانش استوار است همچون نمایش بمب سازی در فیلم «بادی از خاور» Le Vent d'est ساختهٔ سال ۱۹۶۸.
بسیاری از فیلم‌های سیاسی چرخهٔ میان ۱۹۶۸ تا ۱۹۷۱ او امروزه بسیار نایاب شده‌اند مگر فیلم‌های «بادی از خاور» و «یک افزوده به یک» One Plus One ساختهٔ ۱۹۶۹. «یک افزوده به یک» فیلم گواهاکی از پاد-فرهنگ باختری western counter-culture بود که پدیدهٔ جنبش سیاهان آمریکایی جنگجوی «بلاک پنتر» the Black Panthers را به همراه کارهای «لروی جونز» LeRoi Jones و «الدریدج کلیور» Eldridge Cleaver به آزمون می‌گرفت و به شیوهٔ گدار به نهادهای دیگری چون آزادی زنان، رشد جامعهٔ ارته ور و شورش ماه مه فرانسه و… می‌پرداخت.
در این چرخه گدار با یاری ژان-پیر گورین Jean-Pierre Gorin یک مائوئیست تندرو، گروه اندیشگرای ژیگا ورتوف را بنیان نهاد که گروهی جوانان بپاخیز گرا از گروندگانش بودند.
بیشتر کارهای گدار در این چرخه با نام گروه ژیگا ورتوف نشان شده‌اند. اگرچه او کارگردانی برخی از آن‌ها را از جمله : «شادی دانش» Le Gai savoir،۱۹۶۸، «یک افزوده به یک» One Plus One، ۱۹۶۹، «به امید دیدار در مائو»  See You at Mao ،۱۹۶۹ به نام خویش پذیرفت.
نام گروه به ارج گذاری به ژیگا ورتوف کارگردان لهستان زاده روسیه کمونیست بود که بر آن بود که سینما می‌تواند آگاهی به پاخیزی را در توده‌ها برانگیزد. در آوا نامهٔ ۱۹۷۰ گروه ژیگا ورتوف آمده ست که «گروه ژیگا ورتوف برآنست تا فیلم‌های بیشتری را فرا آورد و فیلم‌های بیشتری را به گون دیگری (از روی اقتصادی و زیباشناسی) به نمایش آورد. فیلم‌های این گروه بر پایهٔ انگاشت ارزش هم بخشی، اندیش‌شناسی و فرهنگ در سینماست. هر فیلم دنبالهٔ فیلم پیشین و پیش‌درآمد فیلم پس از خود است. اما بگمان گدار، چه بسا که درستی سینما در پنجاه سال گذشته کژ شده ست. به گفتهٔ گدار «ساختن فیلم‌ها در این دم هیچ نیست به جز از بررسی دگرگونگی‌های آن از لومیر Lumière و آیزنشتاین Eisenstein تاکنون و بررسی آن‌ها با کارکرد یا به گفته‌ای دیگر بررسی آن‌ها با ساختن فیلم‌هایی در بارهٔ دنیای امروز»
نام گروه ژیگا ورتوف به آوند کارگردان فیلم‌های «فیلمی همچون دیگر فیلم‌ها» Un Film comme les autres ساختهٔ ۱۹۶۸، «پراودا» Pravda ساختهٔ ۱۹۶۹، «بادی از خاور» Le Vent d'est و «نبرد در ایتالیا» Luttes en Italie ساختهٔ ۱۹۶۹ و «ولادیمیر و روزا» Vladimir and Rosa ساختهٔ ۱۹۷۱ آمده ست. هرچند چارچوب، ویراستاری و ساختار فیلم نشان می‌دهد که این‌ها همه بی گمان به تنهایی کارهای خود گدار هستند. گدار و گورین یکبار دیگر در یک کار دوگانه باهم همکاری می‌کنند. «همه چیز خوب می‌گذرد» Tout va bien ساختهٔ ۱۹۶۹ و «نامه‌ای به جین» Lettre à Jane ساختهٔ ۱۹۶۹. «همه چیز خوب می‌گذرد» داستان جین فوندای Jane Fonda انقلابی است در بازی یک گزارشگر رادیویی ناخرسند آمریکایی در پاریس که می‌کوشد تا با پیشهٔ خود و پیوندش با ایو مونتان Yves Montand در بازی یک اندیشگر مارکسیست آشتی کند. «نامه‌ای به جین»  از سوی دیگر گواهاکی است از پژوهش با هم گدار و گورین با آوا گذاری روی عکسی آشنا از فوندا در همدردی با گروهی از کمونیستهای ویتنام شمالی. فیلم خرده‌گیری از کارهای فونداست که به برداشت گدار گونه ای از سرگرمی شهربازاریان bourgeois dilettantism ست. در این هر دو فیلم چنین می‌نماید که گدار به گونه ای از خودنگرانی و خود آزمایی رسیده‌است. آیا فیلمسازی «ستیزگرانه» خود سرگرمی شهر بازارانه نیست؟

### کارهای ویدئو و دلسردی از مارکسیسم
در سال ۱۹۷۴ گدار به همکاری خویش با گورین پایان داد و با آن ماری میویل همسر آینده اش به ساختن یک رشته فیلم‌های ویدئویی پرداخت که در بهرهٔ خود بسیار پیشرو و راهگشا بودند. سختی‌هایی که گدار بردباری کرده بود تا بتواند فیلم‌های گروهی ژیگا ورتوف را به نمایش آورد بدون آنکه سر به لگام توانمندان سرمایه‌دار بسپارد اینک چاره شده بود زیرا که ویدئو فیلم‌ها برای نمایش در تلویزیون ساخته شده بودند. از سوی دیگر خویگیری او به مارکسیسم رو به سردی نهاده‌بود. اگرچه هنوز بخش‌هایی از فیلم پایان نیافتهٔ «تا پیروزی» Jusqu'à la victoire از ژیگا ورتوف ساختهٔ ۱۹۷۰ که بررسی از سازمان آزادی‌بخش فلسطین بود را در فیلم «اینجا و دیگرجای‌ها» Ici et ailleurs ساختهٔ ۱۹۷۴ با یاری ملویل به کاربرد. سپس در ۱۹۷۵ فیلم «شمارهٔ دو» را ساخت که بگفتهٔ او «دومین فیلم نخستین‌اش» بود؛ و در ۱۹۷۶ فیلم «چطوری؟ خوش می‌گذره؟» ?Comment ça va را ساخت. گدار و ملویل در گفت و گویی با جوناتان روزنبام در ۱۹۸۰ فیلم‌های دنباله دار از پس خود را چنین نمایان داده‌اند:
نزدیک به پنج سال پیش، یک فیلم دنباله‌دار شش بخشی به نام "شش دو تا / در زیر و روی رسانه‌ها Six fois deux / Sur et sous la communication ساختهٔ ۱۹۷۶ را ساختیم. بخش نخست فیلم گفتگویی یک ساعته بود در یک انداز ایستای ایستا: یک کارگر، ریاضیدان، فیلمساز نا پیشه،.. در بخش دوم ما می‌کوشیدیم تا برای یک ساعت دیگر پژوهشی در آن باره را نشان دهیم. سپس سه سال پیش ما دوازده برنامهٔ نیم ساعته ساختیم از جمله: فرانسه/ گردش tour / بی راهه détour/دو deux و کودکان enfants در ۱۹۷۸–۱۹۷۷، در میانهٔ هرکدام از اینها یک انداز پانزده دقیقه ای ایستا از گفتگویی با یک دختر هشت ساله و یک پسر نه ساله یکی پس از دیگری در میان داشتند و بازماندهٔ فیلم شناسایی و گزارش بود

### بازگشت به فیلم‌های بلند ۱۹۸۷–۱۹۷۹
گدار در سال ۱۹۷۹ با فیلم «هرکی به هرکی (زندگی)» (Sauve Qui Peut (La Vie به ساختن فیلم‌های بلند سینمایی بازگشت؛ و تا سال ۱۹۸۵ فیلم‌های «شور» Passion ساخته ۱۹۸۱، «کارمن نام نخست» Prénom Carmen ساخته ۱۹۸۳، «سلام بر مریم» Je Vous Salue Marie ساخته ۱۹۸۵، «کارآگاه» Détective ساخته ۱۹۸۵، «شاه لیر» King Lear ساخته ۱۹۸۷، «داد خود را بستان: جایی در زمین همانند بهشت» Soigne ta droite: une place sur la terre comme au ciel ساخته ۱۹۸۷ و «موج نو» Nouvelle vague ساخته ۱۹۸۷ را ساخت. بسیاری از فیلم شناسان آن سال‌ها پس از «کارآگاه» گدار را پایان یافته می‌گرفتند و به ویژه پس از زیان بازاری «شاه لیر» تنها امید برای دیدن فیلمی از گدار رفتن به پاریس بود.
در این سال‌ها گدار آشنای دههٔ ۱۹۶۰ گم شده‌ای بود در میان بیزاریش از هرزه درآیی بازار فیلمسازی و افسوس سوگوارانه اش برای نیرومندی از دست شدهٔ سینما. فرسودگی از روندار فیلمسازی شاید نخستین شگفتی این فیلم‌ها باشد که در در دل در بارهٔ سوداگری، کشاکش با هنرپیشه‌ها و فرآوران روشن پردازی و نیاز به داستان نشان گرفته‌اند؛ و از این رو بود که گروهی از بازکاوان فیلم را دید برآن بود که بهترین کارهای گدار را در گذشتهٔ او می‌بایست جست.
اما امروزه پیشرفت گدار را در این فیلم‌ها با دید دیگری می‌توان سنجید. برداشت تازه تر گدار در این فیلم‌ها از آگاهی بیشتر او به آهنگینی بافت زندگی نشان می‌نماید. رسش بیشتری به خامشی و آرامش که در این کارها پدیدارست با گونه ای تن نودی در انگاره‌های فیلم آغشته شده ست و این در کارهای پیشین او به چشم نمی‌خورد. این فیلم‌ها به نرمش و سرودایی کسگانه‌های فیلم را در برابر دوربین می‌آورند و با پیوندی آهنگین فراز و نشیب داستان را با رنگ برش‌های فیلم هماهنگ می‌دارند؛ و گزینش آهنگ‌های زمینه در خود ویژگی گدار نموداری از یکی از بهترین گوش‌ها برای گزینش آهنگ فیلم در تاریخ سینما می‌باشند. همهٔ این کارها پرداخت‌هایی به نیاز، شیفتگی، و دلبستگی روانی هستند. به نوشتهٔ کریگ کلر «چون بررسی گروهی این فیلم‌ها نمی‌تواند دادستان هر کدام از آن‌ها به تنهایی باشد. می‌بایست پا فشرد که همهٔ فیلم‌های دههٔ ۱۹۸۰ گدار شاهکارهایی در رده‌های خویش هستند. هر فیلم گدار گونه‌ای سرکشی ست در برابر پذیرفتارهای نمونه و گریزیست از گرفتار آمدن در هر گونه رده‌بندی. او هنوز در این فیلم‌ها نشان می‌دهد که به هیچ داد و نهادی در ساختن فیلم باور ندارد و این را به آشکاری جرزی رادزیویلویکس Jerzy Radziwilowicz، که انگارهٔ خود دیگر گدارست در فیلم» شور «چنین نمایان می‌کند» در سینما هیچ فرمایشی نیست و از این روست که مردمان هنوز دوستش دارند.

### تاریخ سینما، مردی با گلی از پردیس
در سال‌های پایانی دههٔ ۱۹۸۰ همهٔ گاهان خویش را به ساختن کارایشی گمارد که تا سال‌های پایانی دهه ۱۹۹۰ به درازا کشید و حاصل آن شد سرگذشت سینما. این فیلم به دید بسیاری از سینماشناسان یادمان سترگ کارهای سینمایی اوست. سرآغاز این کار پهناور را می‌توان در رشته سخنرانی‌های گدار در دانشگاه مونترال درآغاز دههٔ ۱۹۸۰ پدیدار دید. این سخنرانی‌ها ار آن سپس در هم افزوده‌ای بنام «شناسه ای بر تاریخی راستین یابی پذیر از سینما» Introduction à une véritable histoire du cinéma، گردآورده شد.
فیلم ویدئویی «سرگذشت سینما دربرگیرنده‌ای از هشت بخش به درازای ۲۶۰ دقیقه است و پژوهشی است دربارهٔ فیلم‌های سرایه گر سدهٔ بیستم که با دادن پاره‌هایی به تماشاگر -- همچون فیلم‌های سینمایی، خبری، پتیاره نمایی، نگاره گری، عکاسی، آوابان‌ها soundtracks، گفته‌ها، آهنگ‌های کلاسیک، جاز، آهنگ‌های خیابانی pop music، میان آوندها intertitles، زیر آوندها subtitles، ادبیات، صدای کارگردانانی چون هیچکاک، شعر خوانی، اندازهایی از خود گدار در پشت میز ویراستگری و گلایه‌اش از بهشت از دست شدهٔ هالیوود-- از تماشاگر می‌خواهد که این پاره‌ها را به هم بپیوندد تا از آن‌ها سرگذشتی بیافریند. در نمایش این سرگذشت گدار می‌کوشد تا تاریخی از «نا رخداده» را بررسی کند. تاریخی که شدایی ناپذیرست اما در آن هنر رویداد راستین است.
به گمان برخی شاید که بهترین فیلم ساخته شده در دههٔ ۱۹۹۰ باشد. بگمان بسیاری از سینما شناسان، گدار ارتهٔ «هنگام فرا از صحنه» off-screen time، ها را که خود با برش‌های پرشی jump-cuts استادانه‌اش در شاهکار نخستین خود «از نفس افتاده» بازگشوده بود در فیلم «سرگذشت سینما به اوج برازایی رسانده‌است.» هنگام فرا از صحنه آن دریده‌گاه‌هایی هستند که به تماشاگر پروا می‌دهند تا از چشم‌انداز فیلم برون شده و به انگاشتی راستین درآیند. به گفتهٔ گدار این تاریخی از شب است، تاریخی از تارهایی پنهانی است که تنها با کنار هم نهادن گمانه ای رویدادها می‌توان آشکارشان نمود، تاریخی از رویدادهای زندگی-راستکی است که تنها با نمایشی داستان سرایانه بر ملا می‌شود. آنچه که پدیدار نیست می‌بایست پنداشت شود و گدار از تماشاگر خود می‌خواهد که به دل خواسته‌های پنهانی خود باور داشته باشد هرچند او خود می‌داند که این درخواستش به راستی پوچ و پوک است؛ و چنین است که به گفتهٔ او هیچکاک توانست به پیروزی دست یابد در آنجا که هیتلر شکست خورده بود زیرا او با چیرگی بر گیتی توانست دلخواسته‌های خویش را شدایی دهد.
در بخشی از «سرگذشت سینما گدار می‌گوید» همه چیز را می‌توان آفرید به جز تاریخ آنچه که گشته شده «چرا که تاریخ همچون سرنوشت دگرگون ناپذیر ست و هر پیش آمد مایهٔ پس آمد خود بوده ست؛ و چنین است که گدار می‌گوید» من به همه روزگار زندگی نیازمندم تا بتوانم تاریخ رویدادی یک ساعته را بگویم «و به فرجام تاریخ او را حتی توان بازگفتن نیست تا چه رسد به توان آفریدن. همچون مارسل پروست -- که در بخشی از فیلم پدیدار می‌شود -- بهترین کاری که گدار می‌تواند بکند آنست که روزگاران از دست داده شده را با فیلمی برانگیزاند که آمیزه ایست از داستان و تاریخ (واژهٔ فرانسوی “histoire” همچون «سرگذشت» به میانای هم تاریخ و هم داستان است)، از نوشته و آهنگ، از سرایش و سرودایی، از شده و انگاشته. و سرگذشت سینما با این گواه گفتهٔ بورجز Borges با آوای بینود آدمک وار گدار پایان می‌گیرد که «اگر مردی در رویایش از پردیس بگذرد و گلی بچیند که گواه این گذر باشد و چون بیدار شود این گل را در دستهایش بیابد دیگر چه چیز می‌ماند برای گفتن؟» به سرانجام، این انگاشت بی تک و تا شاید که گشتهٔ راستین می‌تواند باشد «اما حتی اگر آن را این چنین بپذیریم هنوز انگاشت زنده است» من آن مردم.

### نبرد پایانی
فیلم‌های گدار در سال‌های پایانی زندگیش دنباله‌های خردواره‌ای بودند که به او پروا می‌دادند تا که رویدادهای گذشته و آینده را ارزیابی تازه کند.
آلمان سال ۹۰ نه صفر ساختهٔ ۱۹۹۱ داستان جاسوس پیر لمی کاوشن «شهر آلفا را بازمی‌گوید که پس از پایان جنگ سرد از اروپای خاوری به فرانسه بازمی‌گردد و نمی‌داند که اینک با خود چه کند و دوستان و دشمنان اینک کی اند؟ نگرانی فیلم با این گفته آغاز می‌شود:» در «کاهش باختر ۲۲–۱۹۱۸» آزوالد اسپرنگلر Oswald Spengler می‌انگارد زمانی را که «پول انجام پیروزی‌هایش را جشن می‌گیرد» و در دنبالهٔ آن هنگام «نبرد پایانی است که در آن شهرگانگی civilization به ریخت فرجامین خویش پدیدار می‌شود: پرخاش میان پول و خون». گدار در اندازهای این فیلم اندیشه‌های خود را دربارهٔ یگانگی اروپا و واژگونی کمونیسم بررسی می‌کند. آوند فیلم یادمانی است از فیلم «آلمان، سال صفر» ساختهٔ روبرتو روسلینی که بی درنگ پس از پایان جنگ دوم جهانی به پیچیدگی‌های سرنوشت جهان پرداخته بود. فیلم گدار نه تنها به سرنوشت جهان که بل به سرنوشت سینما نگران است. چرا که سینما با پاک شدن مرزها و فراگرفت کشورها در زیر نیروهای بنیادهای سرمایه بیشتر و بیشتر بی‌مایه و بازاری خواهد شد.
JLG/JLG نگاره ای از خود در ماه دسامبر ساختهٔ ۱۹۹۴، خودانگاره ایست شوخ و اندوه بار از نگرانی‌های او در بارهٔ جهان و سرنوشت سینما. این فیلم یک زندگی‌نامه نویسی از خود نیست و گدار سرگذشت خویش را در آن بازنمی‌گوید اما او به گذشتهٔ خویش می‌نگرد و در اندازهای فیلم از فیلم‌های پیشین خود یاد می‌کند. این فیلم دز پیرامون خانهٔ گدار در لوزان در مرز فرانسه و سوئیس فیلمبرداری شده‌است که یادآور چشم‌اندازهای فیلم‌های پیشین اوست. به گفتهٔ نورا آلتر "این فیلم فراورده ایست از زمینه‌ها و پیچیدگی‌های کارهای پیشین گدار مانند: تاریخ سینما، جدایی میان هنر و فرهنگ، و به میانای گسترده‌تر دگرگون پذیری شهرگانگی کشورهای باختری؛ و فیلم در همان هنگام اندیشار نمایشی و فیلم گداری را می‌نمایاند.
برای همیشه موتزارت، ساختهٔ ۱۹۹۶، نیازشی پهناور در پیوند میان سینما و زندگی و نیرو (یا ناتوانی) سینما در همایش نهادن بر رویدادهای تاریخی است. چشم‌انداز این بازتاب جنگ بوسنیا Bosnia ست. «برای همیشه موتزارت» داستان یک گروه نمایش فرانسوی را به ساریه وو بازمی‌گوید که می‌خواهند نمایشنامهٔ شادی بخش آلفرد دو موسه به نام «نباید با عشق بازی کرد» را به پرده آورند. اما همین که به آن شهر درا می‌شوند با زدوخورد خشمناک روبرو شده، دستگیر و شکنجه می‌شوند و بزور وادار به کندن گورهاشان برای کشته شدن می‌شوند. این اندازها را گدار با برداشتی برشتی Brechtian manner می‌سازد. او بار دیگر به خرده‌گیری از فرهنگ شهربازاریان می‌پردازد که برای سرگرمی خویش می‌پندارند با آوردن نمایشنامه برای مردم جنگ زده درد آنان را چاره کنند. به گفتهٔ گدار در این فیلم «دانستن اینکه می‌توانیم به نمایش رو کنیم دلداریمان می‌دهد از گرفتاری مان در بند زندگی. اما دانش به زندگی دلداریمان می‌دهد از این راستی که نمایش سایه ای بیش نیست»
.
در ستایش عشق ساختهٔ ۲۰۰۱ فیلمی ست که گدار در هفتاد و یک سالگی در بارهٔ تاریخ، یادها و کهن‌سالی ساخت. او اینک به هنگامی در زندگی رسیده بود که می‌بایست جاودانگی و بی گاهی را پژوهش نماید. داستان فیلم در پاریس رخ می‌دهد که گفتگو برای ساختن فیلمی در روانه ست که به چهار دم کلیدی در شیدایی می‌پردازد، برخورد، شور، جدایی و آشتی این چهار دم از دید سه همسر: نوجوان، جوان و پیر پدیدار می‌شوند. نگارش گر این کارآیش «ادگار» است که در جستجوی خویش برای ستارهٔ نخست فیلم زنی به نام برتا را برمی‌گزیند. اما او به یاد نمی‌آورد که با این زن در گذشته در سفری به بریتانی Brittany برای گفتگو با تاریخ‌نویسی دربارهٔ نیروهای پایداری برخورد کرده بوده‌است. او به برتا تلفن می‌زند تا بگوید که او برای بازی برگزیده شده‌است اما در می‌یابد که برتا خودکشی کرده‌است. اینک دو سرایش ناراستا non-linear داستان را به پیش و پس می‌برند نخستین سرایش در فیلمبرداری سیاه و سپید و دومین سرایشی ویدئویی است با رنگ‌های پر سنگین. در این چارچوب گدار با اندیشمندی به بسی پیچیدگی‌ها و پرسش‌ها و چاره جویی‌ها سیاسی و فلسفی و اجتماعی می‌پردازد که «ستایش از شیدایی» را همچون میهمانی شکوه مندی برای اندیشیدن نمایان می‌سازد

## مولفه های سینمایی

### بیگانه سازی
گدار با الهام از تکنیک "بیگانه‌سازی" برشت، به دنبال ایجاد فاصله‌ای میان تماشاگر و اثر بود. برخلاف رویکردهای سنتی که بر ایجاد همذات‌پذیری عاطفی تماشاگر با شخصیت‌ها تأکید دارند، گدار معتقد بود تماشاگر باید از دل کندن از واقعیت نمایش خودداری کرده و به جای فرورفتن در داستان، آن را به عنوان یک پدیده هنری تحلیل کند. به عبارت دیگر، هدف گدار، بیگانه‌سازی تماشاگر از کنش دراماتیک و وادار کردن او به تفکر انتقادی بود.

## فیلم‌ها
- ۱۹۶۰ ازنفس‌افتاده
- ۱۹۶۱ زن زن است
- ۱۹۶۲ گذران زندگی
- ۱۹۶۳ سرباز کوچک
- ۱۹۶۳ تفنگداران
- ۱۹۶۳ تحقیر
- ۱۹۶۴ دسته جداافتاده‌ها
- ۱۹۶۴ یک زن شوهردار
- ۱۹۶۵ آلفاویل
- ۱۹۶۵ پی‌یرو خله
- ۱۹۶۶ مذکر، مؤنث
- ۱۹۶۶ ساخت آمریکا
- ۱۹۶۷ دو سه چیزی که از او می‌دانم
- ۱۹۶۷ چینی
- ۱۹۶۷ تعطیلات آخر هفته
- ۱۹۶۸ یک به‌علاوه یک
- ۱۹۶۸ فیلمی همچون دیگران
- ۱۹۶۹ لذت یادگیری
- ۱۹۶۹ British Sounds
- ۱۹۷۰ بادی از شرق
- ۱۹۷۱ ستیز در ایتالیا
- ۱۹۷۱ ولادیمیر و رزا
- ۱۹۷۲ همه‌چیز روبه‌راه است
- ۱۹۷۵ شماره دو
- ۱۹۷۶ اینجا و جایی دیگر
- ۱۹۷۶ How is it going
- ۱۹۸۰ هر کسی برای خودش
- ۱۹۸۲ شور
- ۱۹۸۳ نام کوچک: کارمن
- ۱۹۸۵ درود بر مریم
- ۱۹۸۵ کارآگاه
- ۱۹۸۷ شاه لیر
- ۱۹۸۷ حق خود را بگیر
- ۱۹۹۰ موج نو
- ۱۹۹۱ آلمان سال ۹۰ نه صفر
- ۱۹۹۳ The Kids Play Russian
- ۱۹۹۳ افسوس بر من
- ۱۹۹۴ JLG/JLG – Self-Portrait in December
- ۱۹۹۶ همیشه موتسارت
- ۲۰۰۱ در ستایش عشق
- ۲۰۰۴ موسیقی ما
- ۲۰۱۰ فیلم سوسیالیسم
- ۲۰۱۴ خداحافظی با زبان
- ۲۰۱۸ کتاب تصویر